# 이치하라 하야토
이치하라 하야토(일본어: 市原 隼人, 1987년 2월 6일~)는 일본의 배우이다.

## 내력
초등학교 5학년 때 시부야에서 스카우트되어, 현 사무소에 소속한다. 첫 번째 일은 닛신 식품 〈스파 왕〉 CM이었다.
- 2001년, 영화 《릴리 슈슈의 모든 것》 주연.

- 2004년, 드라마 《WATER BOYS2》 주연.

## 수상
- 제27회 일본 아카데미상 우수 신인상 (2004년)
- 제58회 더 텔레비전 드라마 아카데미상 최우수 조연 남우상 (2008년)

## 출연

### 영화
- 릴리 슈슈의 모든 것 (2001년, 록웰 아이즈) - 주연·하스미 유이치 역
- T.R.Y. (2003년, 토에이)
- 환생 (2003년, 토호) - 야마다 역
- 우연히도 최악의 소년 (2003년, 토에이) - 주연·카네시로 히데노리 역
- 음양사 II (2003년, 토호)
- 체케랏쵸!! (2006년, 토호) - 주연·이사카 토오루 역
- 천사의 알 (2006년, 쇼치쿠) - 주연·잇폰야리 아유타 역
- 무지개 여신 Rainbow Song (2006년, 토호) - 주연·키시다 토모야 역
- 네거티브 해피 체인 쏘우 엣지 (2008년, 닛카츠) - 주연·야마모토 요스케 역
- 우리들과 경찰아저씨의 700일 전쟁 (2008년, 가가) - 주연·마마차리 역
- 신의 퍼즐 (2008년, 토에이) - 주연·와타누키 모토카즈/와타누키 키이치 역
- BATON 요코하마 개항 150주년 기념 SF 판타지 애니메이션 (2009년, Rockwell Eyes) - 주연·아폴로 역
- ROOKIES -졸업- (2009년, 토호) - 아니야 케이이치 역
- 사루 락 THE MOVIE (2010년, SDP/쇼게이트) - 주연·사루마루 야타로 역
- 박스! (2010년, 토호) - 주연·카부라야 요시헤이 역
- 가디언의 전설 (2010년, 워너 브라더스 영화) - 주연·소렌 역 (일본어 더빙)
- DOG×POLICE 순백의 인연 (2011년, 토호) - 주연·하야카와 유사쿠 역
- 사채꾼 우시지마 (2012년, SDP)
- 극도 대전쟁 (2015년, 닛카츠) - 주연·카게야마 아키라 역
- 호텔 코판 (2016년, 클록 워크스) - 주연·유스케 역
- 호시가오카 원더랜드 (2016년, 팬텀 필름) - 쿠스노키 진고 역
- RANMARU 신의 혀를 가진 남자 (2016년, 쇼치쿠) - 노노무라 류노스케 역
- 무한의 주인 (2017년, 워너 브라더스 영화) - 시라 역
- 태양은 움직이지 않는다 (2021년, 워너 브라더스 영화) - 야마시타 류지 역

### 드라마
- 롱 러브레터~표류교실~ (2002년, 후지 TV) - 오오쿠보 아키히로 역 (도중 하차)
- 비타민 F 제3장 꽝 (2002년, NHK BS2) - 노지마 유키 역
- 비색의 기억~아름다운 기억의 비밀~ (2003년, NHK 종합) - 하마다 나오유키(소년 시절) 역
- 내가 사는 길 (2003년, 칸사이 TV) - 타오카 마사토 역
- 뉴 커머즈 거북햇! 〈피크닉〉 (2003년, 후지 TV) - 주연·아키야마 마사토 역
- 어느 여름의 아빠에게 (2003년, TBS) - 린타로 역
- 양키 모교로 돌아오다 (2003년, TBS) - 토오루 역
- 강아지의 왈츠 (2004년, 닛폰 TV) - 놋티 역
- WATER BOYS2 (2004년, 후지 TV) - 주연·미즈시마 에이키치 역
- 너무 귀여워 (2005년, TBS) - 주연·마시바 고 역
- 체케랏쵸!! in TOKYO (2006년, 후지 TV) - 이사카 토오루 역
- 천사의 사다리 (2006년, TV 아사히) - 잇폰야리 아유타(고교 시절) 역
- 와일드 라이프~국경 없는 수의사단 R.E.D.~ (2008년 3월 24일, NHK BShi) - 주연·이와시로 텟쇼 역
- ROOKIES (2008년 4월 ~ 7월, TBS) - 아니야 케이이치 역
- 252 생존자 있음 episode.ZERO (2008년 12월 5일, 닛폰 TV) - 주연·하야카와 유사쿠 역
- 기묘한 이야기 봄 특별편 〈폭탄남의 스위치〉 (2009년 3월 30일, 후지 TV) - 주연·에구사 토시야 역
- 40 여자와 90일 안에 결혼하는 방법 (2009년 5월 ~ 7월, Bee TV) - 주연·하야사카 쇼 역
- 사루 락 (2009년 7월 ~ 9월, 요미우리 TV) - 주연·사루마루 야타로 역
- 런어웨이~사랑하는 너를 위해서 (2011년 10월 ~ 12월, TBS) - 주연·카츠라기 아타루 역
- 양지의 나무 (2012년 4월 ~ 6월, NHK BS 프리미엄) - 주연·이부야 만지로 역
- 카라마조프의 형제 (2013년 1월 ~ 3월, 후지 TV) - 주연·쿠로사와 이사오 역
- 껴안고 싶어! Forever (2013년 10월 1일, 후지 TV) - 류 역
- 〈황금의 밴텀〉을 깨트린 남자~파이팅 하라다 이야기~ (2014년 2월 22일, 후지 TV) - 주연·파이팅 하라다 역
- 사쿠라자카 부근 이야기 제2화 〈부근 2〉 (2016년 3월 8일, 후지 TV) - 시오자와 역
- 후타바의 친구 (2016년 3월 19일, WOWOW) - 주연·카와무라 쇼지 역
- 불쾌한 과실 (2016년 4월 ~ 6월, TV 아사히) - 쿠도 미치히코 역
  - 불쾌한 과실 스페셜~3년째의 바람~ (2017년 1월)
- 왕복서간 ~십오 년 뒤의 보충수업 (2016년 9월 30일, TBS) - 나가타 준이치 역
- 후쿠야당 딸들–KYOTO LOVE STORY– (2016년 10월, Amazon 프라임 비디오) - 미야사코 켄지 역
- 너에게 바치는 엠블럼 (2017년 1월 3일, 후지 TV) - 무카이 히로토 역
- 대하드라마 여자 성주 나오토라 (2017년, NHK) - 케츠잔 역
- 리버스(2017년 TBS)-타니하라 야스오 역
- 맛있는 급식(2020년, TV도쿄)-유키오 역

### 무대
- 카디건 (2010년)
- 최후의 사무라이 (2015년) - 주연·카와이 츠기노스케 역